# Eunice Jepkorir
Eunice Jepkorir Kertich, kenijska atletinja, * 17. februar 1982, Eldama Ravine, Kenija.
Nastopila je na poletnih olimpijskih igrah leta 2008 in osvojila srebrno medaljo v teku na 3000 m z zaprekami. Na svetovnih prvenstvih je v isti disciplini osvojila bronasto medaljo leta 2007.